# William Camden

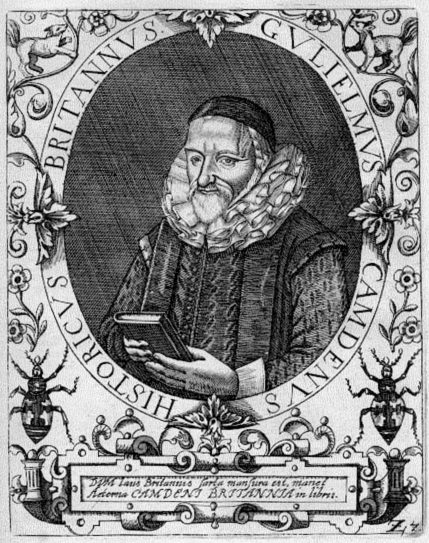
William Camden

William Camden (* 2. Mai 1551 in London; † 9. November 1623 in Chislehurst bei London) war ein englischer Historiker und Antiquar.
Camden schrieb einen topographischen Überblick über die britische Insel und die erste Darstellung der Regierungszeit Elisabeths I., sowie ein Buch über die Grabmäler in Westminster, das erste Buch über die englische Skulptur überhaupt.  In seiner ausgedehnten Korrespondenz baute er ein Netzwerk mit Gelehrten in ganz Europa auf. Er korrespondierte mit Fulke Greville, Philip Sidney, Edmund Spenser, John Stow, John Dee, Jacques-Auguste de Thou, Fabri de Peiresc und Ben Jonson. Canden gründete den ersten Lehrstuhl für Geschichte an der University of Oxford, der heute noch als Camden Chair in Ancient History besteht.

## Leben und Werk
Nach seiner Schulzeit am Christ’s Hospital und an der St Paul’s School, einer der renommiertesten privaten Schulen Englands, studierte Camden am Pembroke College der Universität Oxford. Dort lernte er den Dichter Philip Sidney kennen, der sein Interesse auf die Geschichte der Antike lenkte. 1571 kehrte er ohne akademischen Abschluss nach London zurück. 1575 bekam er eine Stelle an der Westminster School, die ihm viel freie Zeit für Reisen und für seine antiquarische Sammlertätigkeit ließ.1577 lernte er den Kartograph Abraham Ortelius kennen, der ihn ermutigte, seine Sammlung zu ordnen und für eine Darstellung der britischen Insel zu nutzen.

### Britannia
Im gleichen Jahr begann Camden sein umfangreiches Projekt einer topographischen und historischen Darstellung Britanniens. Die erste Ausgabe in lateinischer Sprache wurde 1586 veröffentlicht. Sie war Lord Burghley (William Cecil, 1. Baron Burghley) gewidmet, Minister und Berater von Königin Elisabeth I. sowie der damals wichtigste Mäzen für Wissenschaft und Kunst. Das Werk war außerordentlich erfolgreich und bis 1607 erschienen sieben jeweils beträchtlich vermehrte Ausgaben. Die erste englische Übersetzung von Philemon Holland (1552–1637) erschien 1610.
In dem Buch beschreibt er nacheinander alle Counties Britanniens hinsichtlich der Geographie, der Geschichte und der historischen Baudenkmäler, insbesondere der römischen Altertümer. Es war sein Anliegen zu zeigen, inwieweit Spuren und Werke der Antike die damalige Gegenwart prägten. Auf diese Weise gelang ihm eine erste zusammenhängende Darstellung der römischen Epoche in Britannien.
Er betrachtete sein Buch niemals als abgeschlossenes Werk, sondern führte seine Forschung, sein Quellenstudium und seine Sammlertätigkeit sein Leben lang fort.  Um die alten schriftlichen Quellen zu verstehen, lernte er Keltisch und Alt-Englisch.
Camden verließ sich nicht auf überkommene Autoritäten und Lehrmeinungen, sondern richtete immer den eigenen Blick auf seine Forschungsgegenstände.

### Die Annalen
1593 bis 1597 war er Leiter (Headmaster) der Westminster School, wo er unter anderem Ben Jonson unterrichtete, der ihm sein Buch Every Man in His Humor widmete. 1597 wurde er Vorsitzender  eines der drei königlichen Ämter für Heraldik und Genealogie (Clarenceux King of Arms für den Bereich südlich des Flusses Trent). Zu dieser Zeit war das Amt nicht nur zuständig für Heraldik und Genealogie des Adels, sondern ebenso Zentrum antiquarischer Gelehrsamkeit. Camden war hier weitgehend für seine wissenschaftliche Tätigkeit freigestellt.
1597 beauftragte ihn Lord Burghley, eine Geschichte der Regierung Elisabeths I. zu schreiben. Camden erhielt Zugang zu allen Akten und zu privaten Aufzeichnungen und Korrespondenzen. 1607 begann er mit der Arbeit.  Der erste Teil, der die Zeit bis 1597 umfasst, erschien 1615, der zweite war 1617 abgeschlossen, wurde aber erst nach Camdens Tod  1625 in Leiden und 1627 in London veröffentlicht.
Die Annalen bieten keine historische Zusammenschau, sondern sind in der überkommenen Form chronologisch, mit jeweils einem Kapitel pro Regierungsjahr, angelegt.  Dem Werk wurde  von Zeitgenossen der Vorwurf der Parteilichkeit zu Gunsten von Elisabeth und James I. gemacht. Trotzdem bleibt es allein schon wegen seines privilegierten Zugangs zu historischem Quellenmaterial eine hervorragende Grundlage  für die Arbeit von Historikern bis in die Gegenwart.

## Grabmal
Camden wurde 1623 in der Poets’ Corner der Westminster Abbey begraben. Das klassizistische Grabmal wurde wahrscheinlich nach einem Entwurf von Nicholas Stone erbaut. Ein Bildnis zeigt ihn  mit einem Exemplar seiner Britannia in der Hand.

## Schriften
- Britannia. London 1586, Ausgabe letzter Hand London 1607
  - Vol 1, 2. Aufl. 1722 (Volltext)
  - Vol 2, 2. Aufl. 1722 (Volltext)
- Reges, Reginae, Nobiles et alii in ecclesia collegati. London 1600.
- Annales Rerum Gestarum Angliae et Hiberniae Regnate Elizabetha. 1615